# 枝幸町
枝幸町（えさしちょう）は、北海道宗谷総合振興局管内の南部に位置する町。毛がに籠漁日本一。

## 名称
アイヌ語の「頭が・浜に・ついている・所」、すなわち「岬」を意味する「エサウシイ（エサウシ）」に由来するとされる。
檜山振興局に同じ読みの江差町があり、語源は同じとみられる。（岩手県奥州市の江刺地域も同様の語源の可能性がある。）区別のために枝幸町は「北見枝幸」、江差町は「檜山江差」と呼んで区別することがある。また、テレビやラジオ等では枝幸町を「道北の枝幸町」あるいは「オホーツク海側の枝幸町」、江差町を「道南の江差町」と呼んで区別することもある。
別に、「昆布」を意味するアイヌ語方言の「エサシ」に由来する説もある。アイヌの言語学者である知里真志保は、「サシ」と呼ぶことはあるものの「エサシ」とは呼ばない、と否定した。

## 地理
宗谷地方の南東部に位置し、東部はオホーツク海に面する。海と山にはさまれ、平地は海岸沿いと川沿いに限られる。国道238号が南北に縦貫する。北見幌別川河口付近は湿原地帯。西部（旧歌登町）は山岳が広がり、面積の8割が森林。
明治中期には、町内に金鉱床が発見され、金の採掘で賑わったことがある。その名残は今町内のウソタンナイ砂金採掘公園に見られる。
- 山: 函岳（1129m）、屋根棟山（1039m）、シアッシリ山（903m）、熊野岳（954m）、ポロヌプリ山（841m）、斜内山（439m）
- 河川: エサシウエンナイ川、北見幌別川、徳志別川、乙忠部川、フーレップ川、音標川
- 岬: 神威岬、目梨泊岬、ウスタイベ岬、音標岬

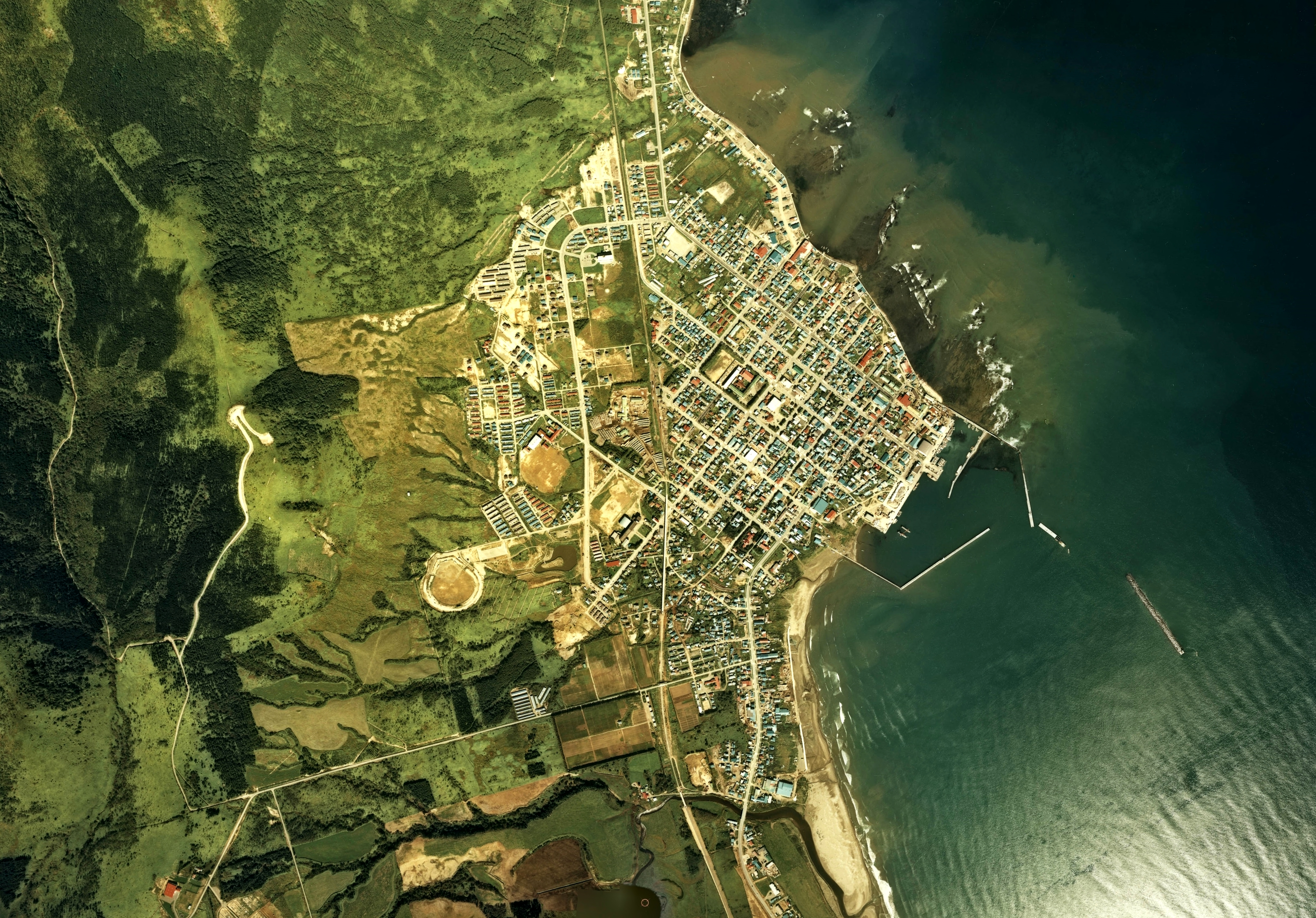
枝幸町中心部周辺の空中写真。1977年撮影の3枚を合成作成。
。

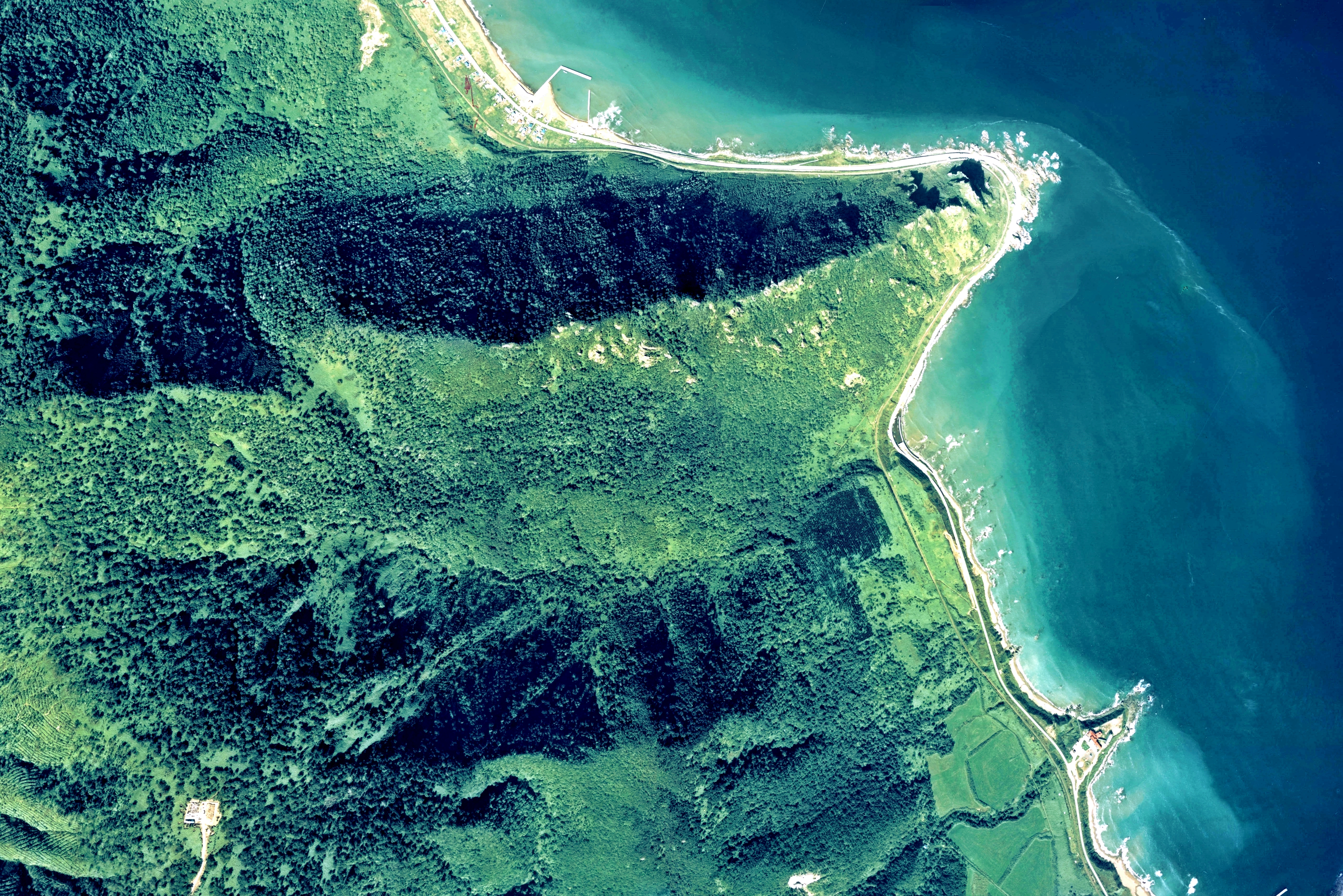
神威岬の空中写真。1977年撮影の3枚を合成作成。
。

## 気候
海岸部の年平均気温は5度、最も寒い2月の平均気温がマイナス9度、最も暖かい8月の平均気温が19度。北海道の大部分とともに、亜寒帯湿潤気候 (Df) に属する。
夏の日中には短い時間だが30度を越える。冬の早朝にはマイナス20度を下回る厳しい寒さとなり、日中も気温が低い。内陸部の冬はさらに寒冷で、しばしば道内の朝の最低気温についてのニュースに内陸の歌登の地名が登場する。1931年1月27日に枝幸村上幌別の北海道森林気象観測所で-44.0°Cを観測した。
降雪は10月末から5月初めまで。12月に地面が雪で覆われ、4月に融けていく。北海道の中で、オホーツク海沿岸は気候的に太平洋型に近いが、積雪の多さに限っては枝幸は日本海型に近い。
枝幸町には北海道でもっとも早く流氷が到来する。結氷の開始・終了は年によってかなり差があるが、1月から3月までで、最盛期は2月である。流氷が接岸している間は漁業が不可能で、流氷が消えるまで制限を受けるが、漁業資源の保全にはプラスだとも言われている。

## 歴史
- 1878年（明治11年）枝幸郡に枝幸・頓別・歌登・礼文の四村を設置。村名及び地番を制定する。
- 1891年 9月、枝幸外3カ村戸長役場が設置される
- 1909年 4月1日、枝幸・頓別・歌登・礼文の四村が合併し、二級町村制施行し枝幸村が発足。
- 1916年（大正5年）4月、大字頓別村を頓別村（現浜頓別町および中頓別町）として分村。
- 1923年 4月、一級町村制施行
- 1939年（昭和14年）9月、大字歌登村の一部を歌登村（のち歌登町）として分村。
- 1940年（昭和15年）5月11日、山火事が枝幸村中心地へ延焼。死者16人、家屋焼失547戸[13]。
- 1947年 10月、町制施行、（旧）枝幸町。同年、町内の3大字を再編。
  - 枝幸村 → 本町、栄町、幸町、梅ヶ枝町、目梨泊、問牧、ウスタイベ、ウエンナイ、幌内保
  - 礼文村 → 乙忠部、風烈布、音標、上音標
  - 歌登村 → ケモマナイ、下幌別、岡島、徳志別、山臼
- 1978年 開基100年記念式典が行われる。
- 1998年（平成10年）開基120年。枝幸温泉開湯。
- 2006年 3月20日、（旧）枝幸町、歌登町と対等合併し、（新）枝幸町が成立。

## 行政
2006年（平成18年）3月20日に、旧枝幸町と、隣接する旧歌登町が対等合併し、現在の新たな枝幸町が誕生した。合併まで経緯は、旧枝幸町と旧歌登町が法定合併協議会を設置、2006年（平成18年）3月20日をもって新設合併を行い新町名を枝幸町とすることで合意し2004年（平成16年）12月14日に調印。同月21日に両町議会で合併関連議案を可決した。2005年（平成17年）1月20日に合併申請書を提出、同年3月24日の道議会で合併議案が可決、2006年（平成18年）3月20日合併。

## 国・道 出先機関
国
- 自衛隊旭川地方協力本部枝幸地域事務所
- 名寄公共職業安定所枝幸職業相談室
- さけます資源管理センター天塩支所徳志別事業所
- 宗谷森林管理署 枝幸森林事務所・音標森林事務所
- 宗谷森林管理署 歌登森林事務所・志美宇丹森林事務所
- 稚内開発建設部 乙忠部除雪センター
- 稚内開発建設部 稚内港湾事務所枝幸分駐所

道
- 北海道警察旭川方面枝幸警察署
- 宗谷総合振興局稚内地区水産技術普及指導所枝幸支所
- 稚内建設管理部歌登出張所

廃止された出先機関
廃止前                                  →           廃止後の統合先
- 稚内公共職業安定所枝幸分室            →         稚内公共職業安定所 →名寄公共職業安定所
- 稚内開発建設部枝幸道路維持事業所 →         浜頓別道路事業所
- 稚内開発建設部枝幸農業開発事務所 →         稚内農業事務所
- 稚内開発建設部枝幸港湾開発事務所 →         稚内港湾事務所
- 稚内地方気象台北見枝幸測候所          →         稚内地方気象台
- 枝幸営林署                            →         宗谷森林管理署
- 旭川地方法務局枝幸出張所　　　        →　　　　　旭川地方法務局名寄支局

注:枝幸・音標・歌登・志美宇丹の森林事務所は宗谷森林管理署に再編時も廃止対象から除外。
名寄公共職業安定所枝幸相談室は委託職員がいるのみで名寄公共職業安定所の事務官は1ヶ月に1度のみ来る

## 経済

### 産業
沿岸部では漁業、内陸部では酪農が盛んである。
漁業においては毛ガニ・鮭・ホタテがメインで、毛ガニは『かに籠漁』で日本一の漁獲量を誇る。オホーツク海南部で冬季に南下してくる流氷によって運ばれてくる海洋プランクトンをよく摂取して育つ個体が多いため身入りが良く、濃厚なカニ味噌を味わえる。
また、鮭の水揚げ産地としては日本で十指に数えられる水揚げ量があり、遡上する前のいわゆる銀毛の鮭が多いため水揚げ高は屈指の水準を誇る。市場関係者には名が知られ、脂がのったメヂカ鮭や鮭児も水揚げされる。
近年はホタテ稚貝撒き漁業の漁獲高を伸ばし、毎年安定した漁獲量を保っている。夏でも冷たい海域のために貝毒の発生が少なく、また栄養も豊富であるために貝柱が大きいので、国内消費向けだけではなく、ホタテ貝柱を遠く中国やフランス、北米などに輸出するに至っている。
この他にも、カレイ・ナマコ・リシリコンブ・エゾバフンウニ・タコなど様々な魚介類が水揚げされている。特に乾燥ナマコは「枝幸産北海キンコ」として知られ、生産量日本一である。

### 立地企業
- 宗谷新聞社 - 枝幸支局
- 北海道新聞社 - 枝幸支局
- 安田建設
- 三井住建道路 - 枝幸合材工場
- モリタン - 枝幸食品工場
- トーホー工業 - オホーツク工場・枝幸営業所

### 組合
- 宗谷南農業協同組合（JA宗谷南）本所・歌登支所
- 枝幸漁業協同組合
- 北海道農業共済組合（NOSAI北海道）宗谷南部家畜診療所

### 金融機関
- 稚内信用金庫
  - 枝幸支店
  - 歌登支店

### 商業
- 西條 - 枝幸店（ショッピングモールケープシティ）
- 卸売スーパー - こしん枝幸店
- DZマート - 枝幸店
- Aコープ - 歌登店
- DCMニコット - 北見枝幸店
- ツルハドラッグ - 枝幸店

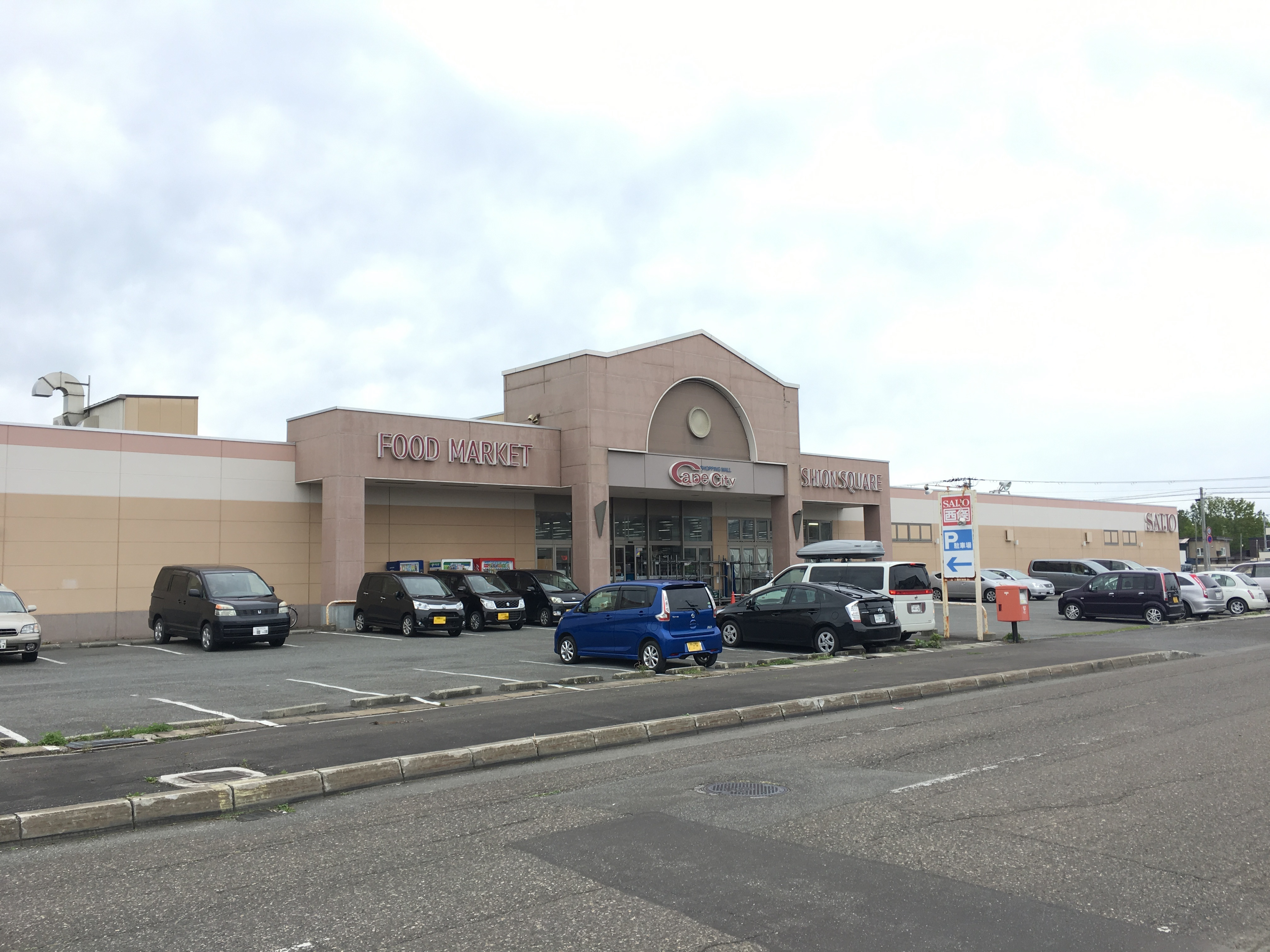
西條枝幸店（2019年9月）
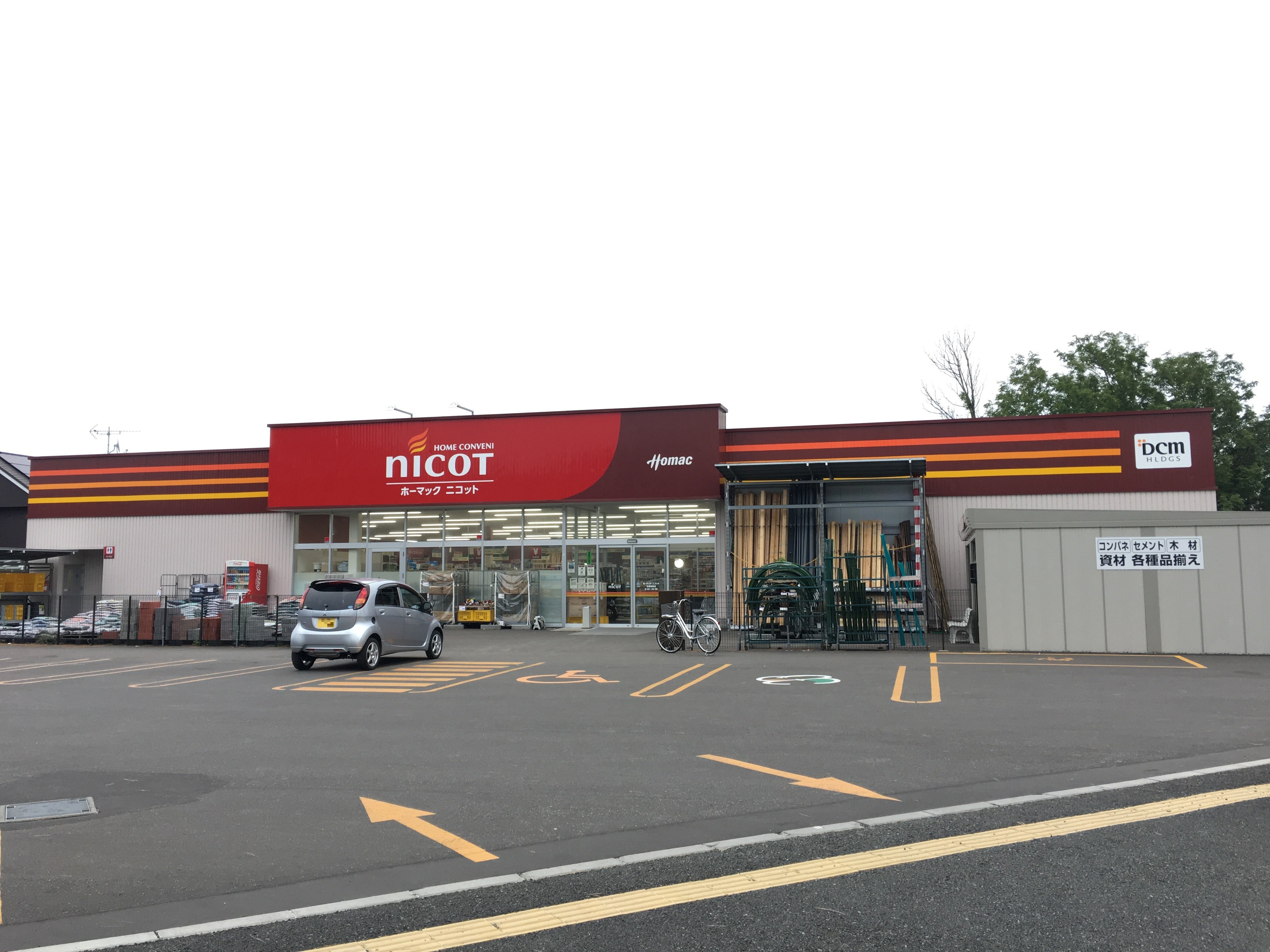
ホーマックニコット北見枝幸店（2019年9月）

## 郵便
郵便局
- 枝幸郵便局（集配局）
- 歌登郵便局（集配局）
- 乙忠部郵便局（集配局）
- 音標郵便局

簡易郵便局
- 風烈布簡易郵便局

## 宅配便
- ヤマト運輸：道北主管支店
  - 宗谷枝幸センター
- 佐川急便：浜頓別営業所

## 公共機関

### 警察
- 枝幸警察署

## 友好都市

### 国内
- うきは市（福岡県） - 1995年に旧・浮羽町が、さるかに合戦に因み蟹で有名な町の紹介を北海道に依頼した縁で交流が始まった。2009年10月31日友好都市協定調印[15]。

## 地域

### 人口
| |                                        |  |
| 枝幸町と全国の年齢別人口分布（2005年） | 枝幸町の年齢・男女別人口分布（2005年） |  |
| ■紫色 ― 枝幸町 ■緑色 ― 日本全国 | ■青色 ― 男性 ■赤色 ― 女性              |  |
| 枝幸町（に相当する地域）の人口の推移 \| 1970年（昭和45年） \| 15,756人 \| \| \| 1975年（昭和50年） \| 14,099人 \| \| \| 1980年（昭和55年） \| 13,633人 \| \| \| 1985年（昭和60年） \| 12,932人 \| \| \| 1990年（平成2年） \| 11,819人 \| \| \| 1995年（平成7年） \| 11,144人 \| \| \| 2000年（平成12年） \| 10,509人 \| \| \| 2005年（平成17年） \| 9,815人 \| \| \| 2010年（平成22年） \| 9,121人 \| \| \| 2015年（平成27年） \| 8,437人 \| \| \| 2020年（令和2年） \| 7,565人 \| \| |                                        |  |
| 総務省統計局 国勢調査より |                                        |  |
| 1970年（昭和45年） | 15,756人                               |  |
| 1975年（昭和50年） | 14,099人                               |  |
| 1980年（昭和55年） | 13,633人                               |  |
| 1985年（昭和60年） | 12,932人                               |  |
| 1990年（平成2年） | 11,819人                               |  |
| 1995年（平成7年） | 11,144人                               |  |
| 2000年（平成12年） | 10,509人                               |  |
| 2005年（平成17年） | 9,815人                                |  |
| 2010年（平成22年） | 9,121人                                |  |
| 2015年（平成27年） | 8,437人                                |  |
| 2020年（令和2年） | 7,565人                                |  |

### 消滅集落
2015年国勢調査によれば、以下の集落は調査時点で人口0人の消滅集落となっている。
- 枝幸町 - 歌登大曲

### 教育
- 高等学校
  - 道立高等学校
    - 枝幸高等学校

- 中学校
  - 枝幸町立枝幸中学校
  - 枝幸町立枝幸南中学校
  - 枝幸町立歌登中学校
- 小学校
  - 枝幸町立枝幸小学校
  - 枝幸町立岡島小学校
  - 枝幸町立音標小学校
  - 枝幸町立乙忠部小学校（1900-2021）
  - 枝幸町立問牧小学校（1901-2020）
  - 枝幸町立風烈布小学校
  - 枝幸町立目梨泊小学校
  - 枝幸町立山臼小学校
  - 枝幸町立歌登小学校
  - 枝幸町立下幌別小学校（1910-????）
  - 枝幸町立上音標小学校（1920-1977）
  - 枝幸町立徳志別小学校（1914-2000）
  - 枝幸町立志美宇丹小中学校（1919-2008）
  - 枝幸町立本幌別小中学校（1909-2008）
  - 歌登町立保倫別小学校（1923-1970）
  - 歌登町立大奮小学校（1934-1974）
  - 歌登町立豊沃小学校（1953-1978）
  - 歌登町立上徳志別小学校（1916-1982）
  - 歌登町立正和小学校（1923-1982）
  - 歌登町立辺毛内小学校（1918-1985）
  - 歌登町立幌別中央小学校（1908-2005）
  - 歌登町立大曲小中学校（1925-1976）
  - 歌登町立毛登別小中学校（1916-1985）

枝幸小・歌登小以外は、漁業集落ごとに形成される非常に小さな小学校である。

### 医療
- 枝幸町国民健康保険病院

## 交通

### 鉄道
町内を鉄道路線は通っていない。鉄道を利用する場合の最寄り駅は、JR北海道宗谷本線音威子府駅。

#### 廃止された鉄道路線
- 国鉄興浜北線が通っていたが1985年に廃止され、以降、町内に鉄道路線はない。また、1929年から1971年までは歌登町営軌道が敷設されていた。
- 宗谷本線の美深駅から仁宇布駅まで開通していた美幸線は、興浜北線北見枝幸駅まで開通する計画であったが、未成線のまま廃止された。また、興浜北線北見枝幸駅と興浜南線の雄武駅との間は、興浜線として建設が進められていたが、工事は凍結され、未開通区間を残したまま興浜北線・南線とも廃止された。

### バス路線
- 札幌市・旭川市から宗谷バスと道北バスによる都市間バス「特急えさし号」が運行されている。宗谷バスは、浜頓別町・雄武町・旧歌登町域への路線バスも運行している。

### 道路
- 一般国道
  - 国道238号
- 都道府県道
  - 北海道道12号枝幸音威子府線
  - 北海道道120号美深中頓別線
  - 北海道道220号歌登咲来停車場線
  - 北海道道398号北見枝幸停車場線
  - 北海道道408号枝幸港線
  - 北海道道764号本幌別上毛登別線
  - 北海道道880号上音標音標線
  - 北海道道1023号上徳志別乙忠部線
  - 北海道道1069号ウエンナイ幌内保線
- 道の駅
  - マリーンアイランド岡島

### タクシー
- 小鳩交通：枝幸営業所
- 歌登ハイヤー

## 名所・旧跡・観光スポット・祭事・催事

### 文化財

#### 重要文化財
- 北海道目梨泊遺跡出土品 - オホーツクミュージアムえさし蔵 オホーツクミュージアムえさしホテル　ニュー幸林

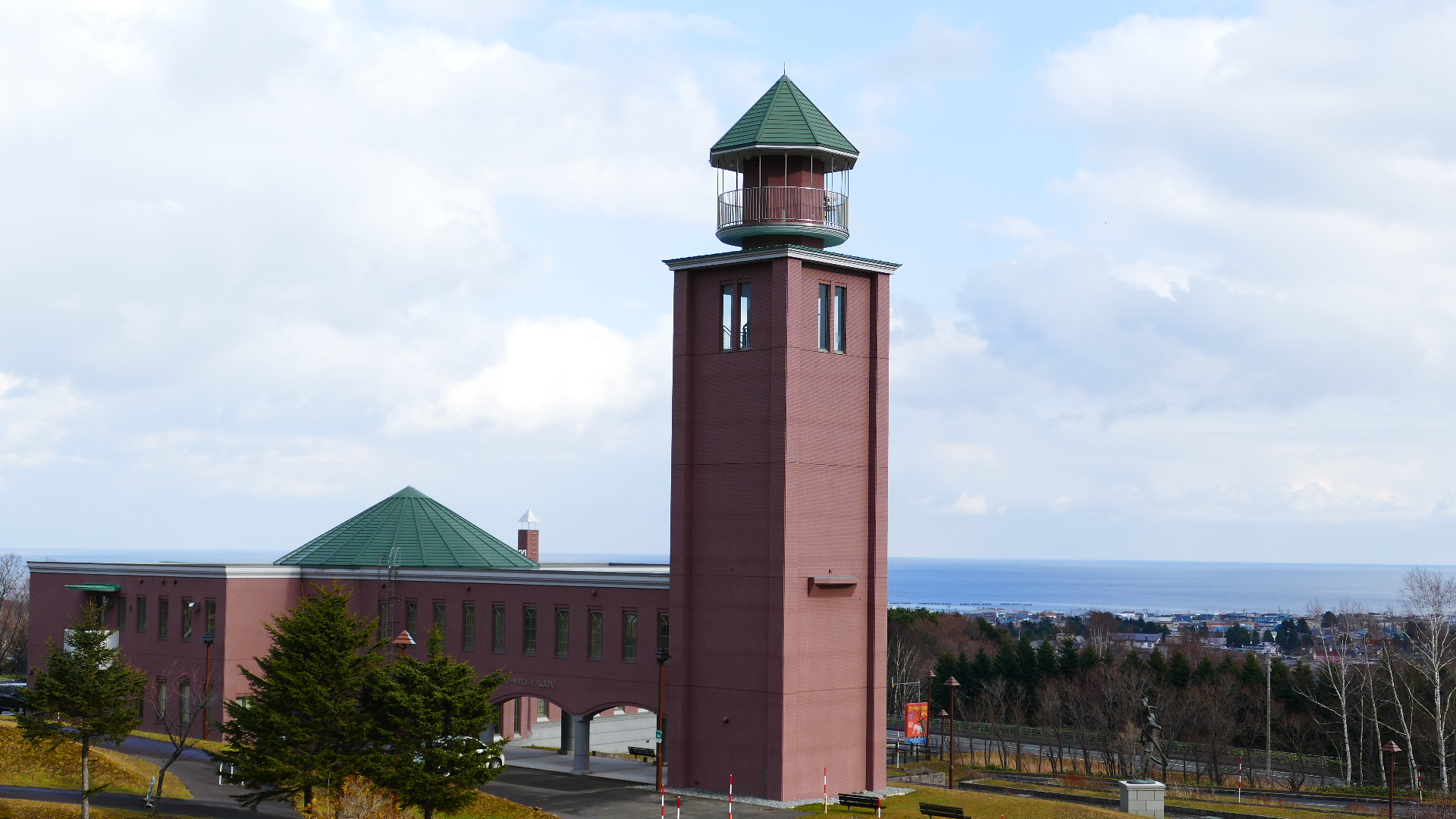
オホーツクミュージアムえさし

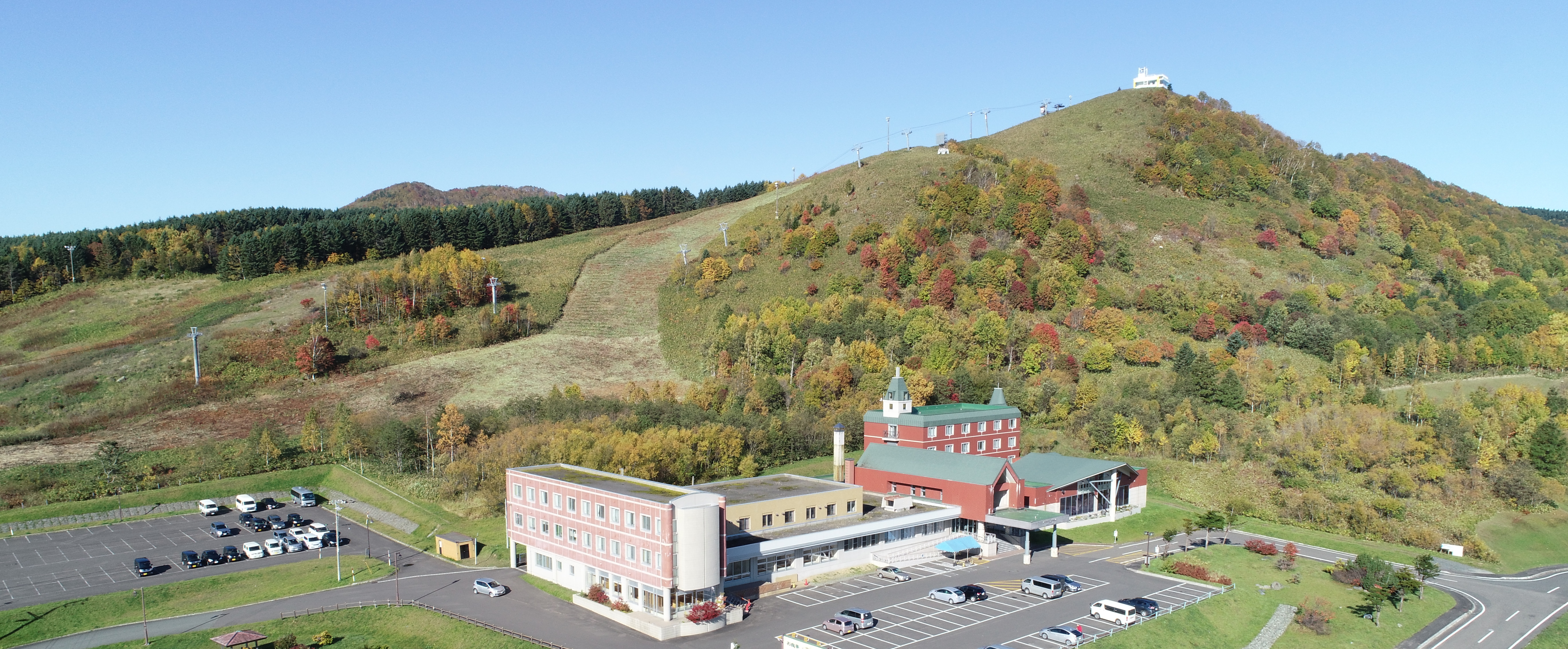
ホテル　ニュー幸林

#### 名勝
- ピㇼカノカ
  - 北見神威岬（カムイエトゥ）

#### 道指定有形文化財
- ホロナイポ遺跡出土の遺物 - オホーツクミュージアムえさし蔵

#### 町の文化財
- 厳島神社鳥居 厳島神社鳥居

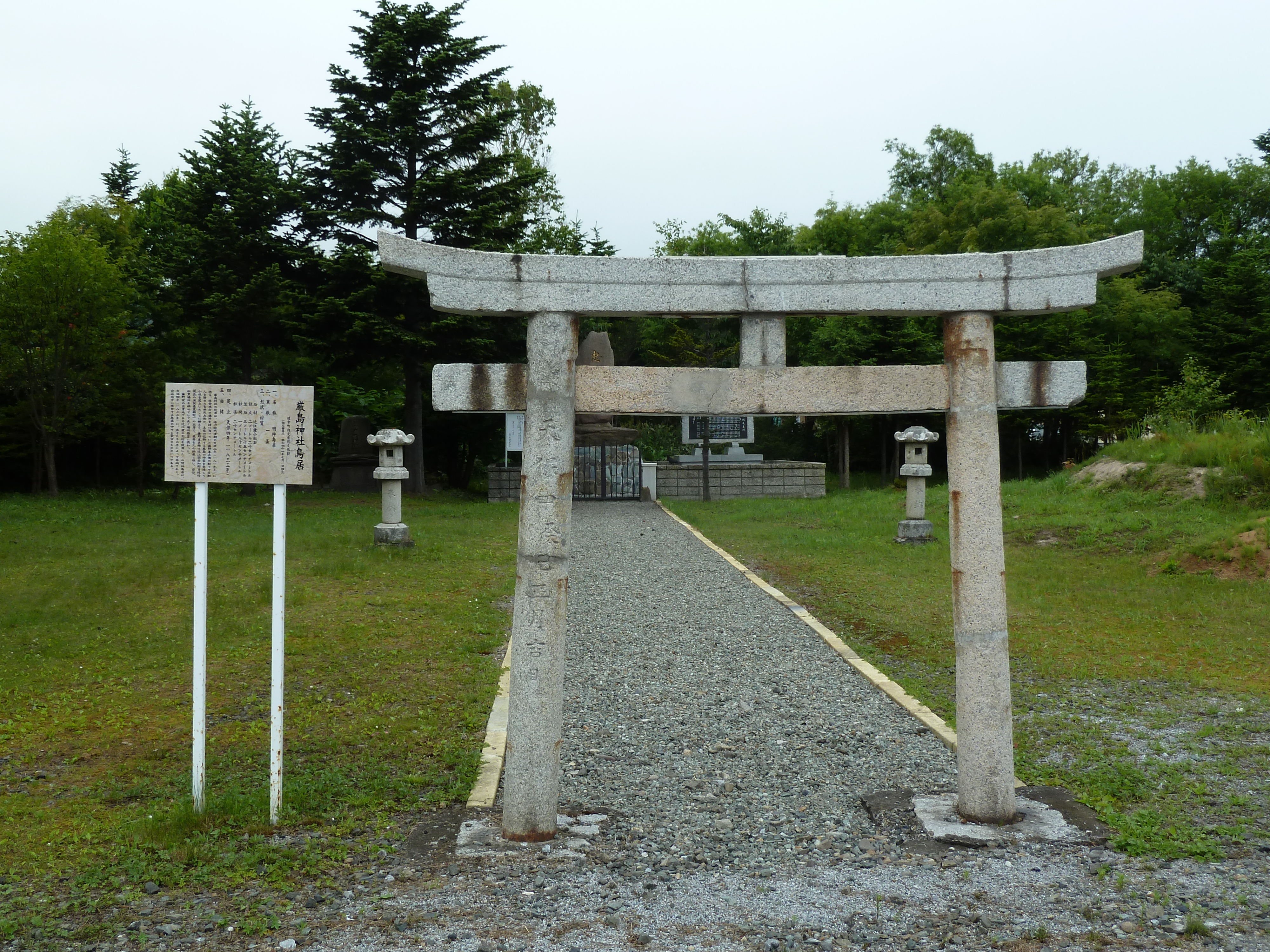
厳島神社鳥居

- 厳島神社絵馬 - オホーツクミュージアムえさし蔵
- 枝幸町ホロナイポ遺跡出土遺物 - 道指定有形文化財に指定されたものを除く
- 上音標獅子神楽
- 幌別川川尻チャシ
- 音標ゴメ島
- エゾサンショーウオ生息地

### 観光

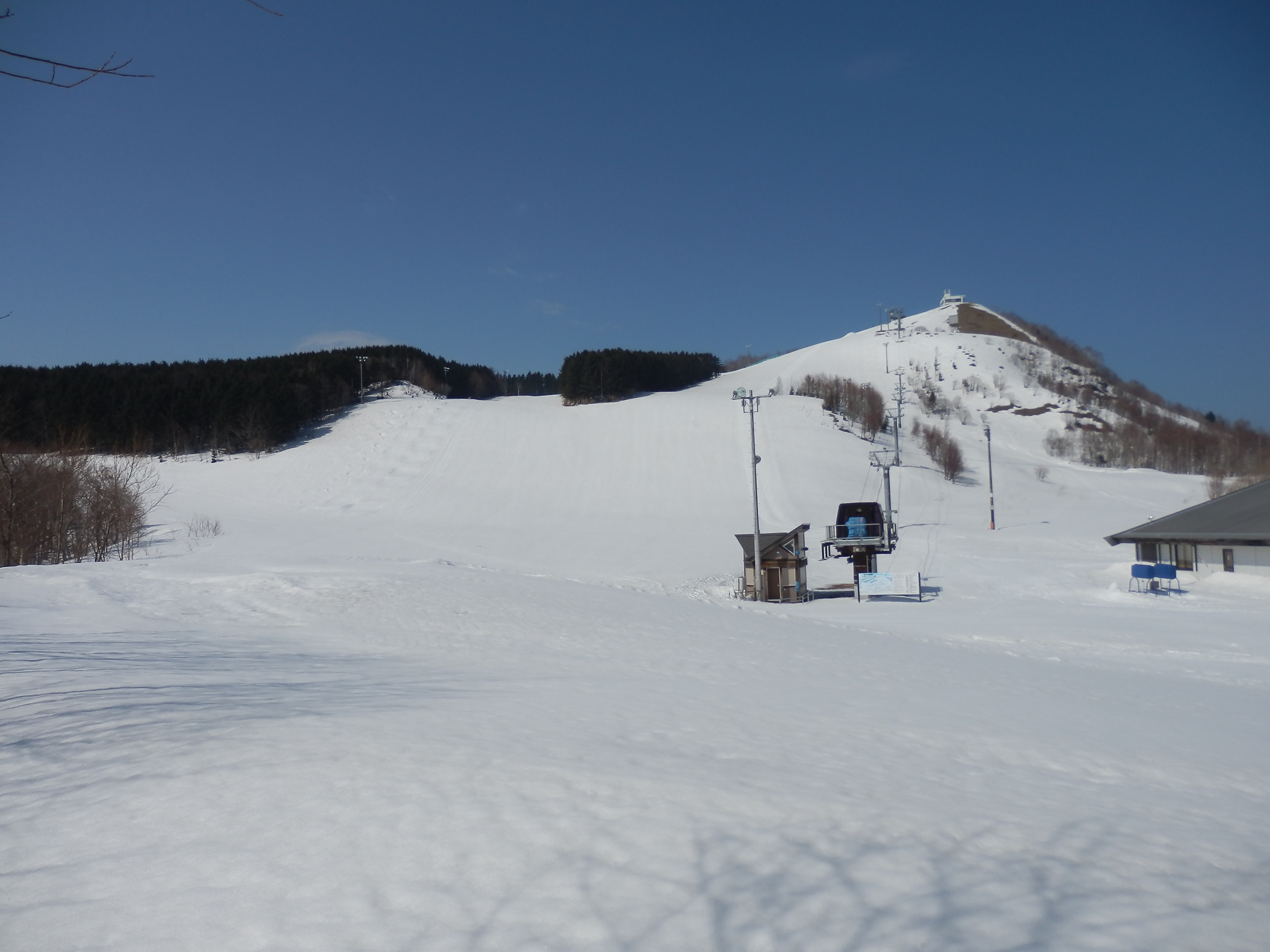
枝幸三笠山スキー場

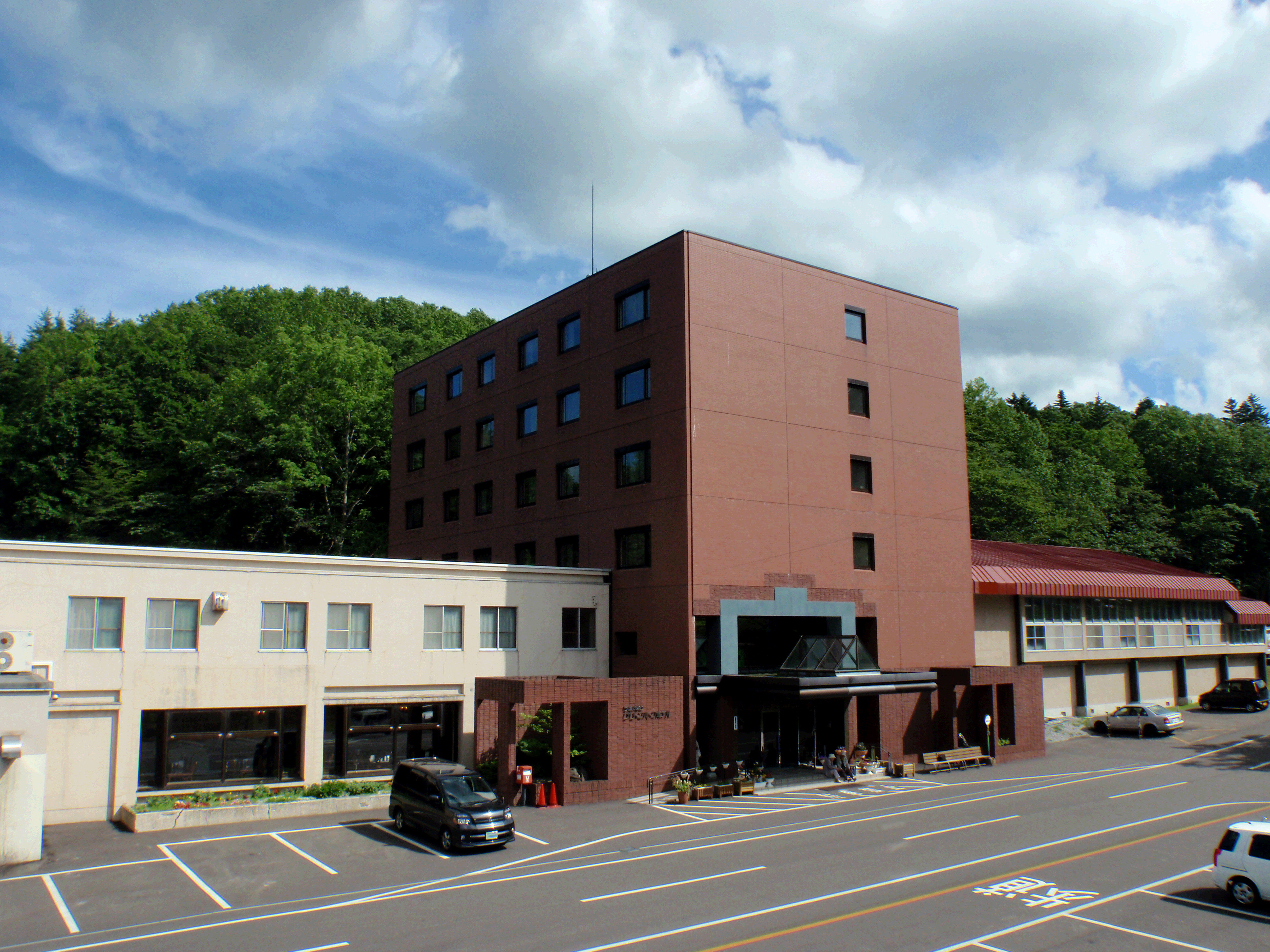
歌登温泉グリーンパークホテル

- ウスタイベ千畳岩
- 北幸公園ショウブ園
- ふれあいの森キャンプ場（星空観測）
- 毛ガニ
- 枝幸温泉 枝幸三笠山スキー場
- 歌登温泉 歌登温泉グリーンパークホテル うたのぼりコテージの里

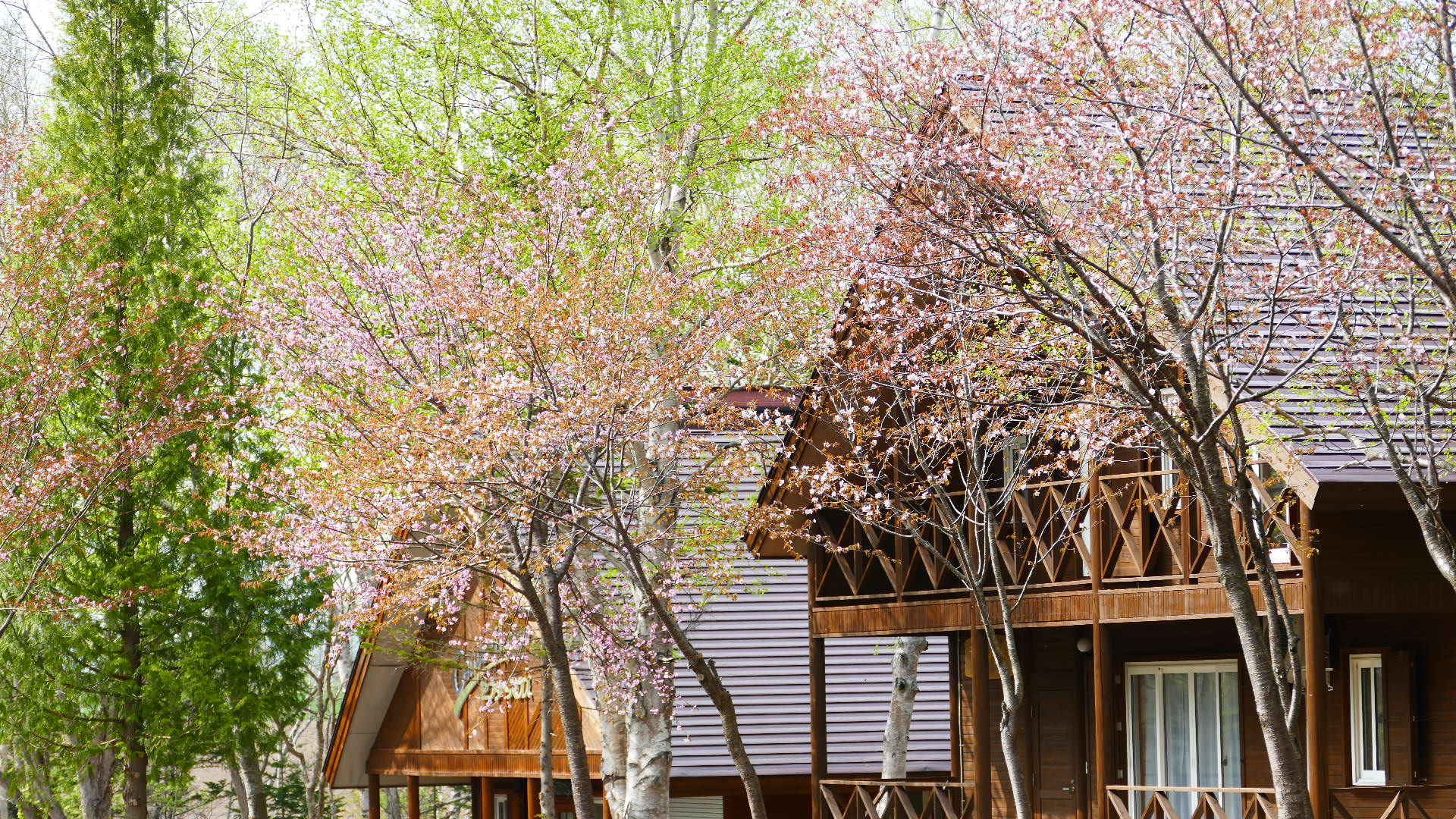
うたのぼりコテージの里

### 祭事
- 枝幸かにまつり
  - 毎年7月第1日曜日に本祭を開催、前日の土曜日に前夜祭を開催。
  - 毛蟹をはじめとする新鮮な海の幸を買ったり食べたりできる出店、毛蟹早食い競争、カゴ漁の籠を使ったゲーム、毛蟹があたる抽選会、歌謡ショー、地元よさこいチーム夢想漣えさしの踊りなどのアトラクションがある。
  - 全国各地から数万人の観光客が訪れる。
- よくばりフェスタ
  - 毎年10月第1日曜日に道の駅（マリーンアイランド岡島）横スペースで開催。
  - 「ホタテの早剥き大会」「鮭のつかみ取り」のイベントや特産品販売の出店がある。

## 出身有名人
- 古川年正 (財)全日本スキー連盟 理事、第11回冬季オリンピック札幌大会アルペン競技出場
- 宇佐美康広 - プロ野球・ヤクルトスワローズの元選手
- 佐藤敏彦 - シチズン時計社長
- 畠中仁 - ｢らーめん山頭火｣をフランチャイズ展開する株式会社アブ・アウトの会長
- 村上智彦 -  医師、医療法人財団夕張希望の杜理事長および夕張医療センターセンター長
- 三木智洋（つちふまズ） - 札幌吉本所属のお笑い芸人

## 北海道最初の公立図書館
明治29年（1896年）、国内および世界各国から枝幸に皆既日食の観測隊が次々と訪れた。米国の天文学者デビッド・トッド博士を隊長とする一行も枝幸に観測小屋を建設し皆既日食を待ち構えていたが、当日は曇天で観測は失敗した。それにもかかわらず当時の枝幸の人々が非常に協力的であったことにデビッド・トッドは感激し、世話になったお礼として妻のメイベル・ルーミス・トッド（後にアメリカの女性詩人エミリー・ディキンソンの詩集の出版に尽力）と共に百科事典や文学書などを何冊も寄贈し、何年も続いた結果千冊余りにものぼった。枝幸町のオホーツク・ミュージアムには、夫妻の揮毫文書が現存している。
人々は寄贈された図書を後世に読み継がせようと、明治36年（1903年）に道の認可を得て北海道最初の公立図書館を枝幸に誕生させた。昭和15年（1940年）の大火で全焼したが、地元の医師の発起と図書の寄贈により昭和53年（1978年）に再建され、今日に至る。

## 町民活動

### NPO法人
- 南宗谷ひだまりの会
- 枝幸三笠山スポーツクラブ（エムスク）

### 芸能
- YOSAKOIソーラン祭り
  - 第19回（2010年）YOSAKOIソーラン大賞受賞 夢想漣えさし（出場回数14回）
  - 第20回（2011年）YOSAKOIソーラン大賞受賞 夢想漣えさし（出場回数15回）
  - 第21回（2012年）準YOSAKOIソーラン大賞受賞 夢想漣えさし（出場回数16回）
  - 第23回（2014年）YOSAKOIソーラン大賞受賞 夢想漣えさし（出場回数18回）
  - 第24回（2015年）準YOSAKOIソーラン大賞受賞 夢想漣えさし（出場回数19回）
  - 第26回（2017年）準YOSAKOIソーラン大賞受賞 夢想漣えさし（出場回数21回）
  - 第27回（2018年）YOSAKOIソーラン大賞受賞 夢想漣えさし（出場回数22回）
  - 第28回（2019年）YOSAKOIソーラン大賞受賞　夢想漣えさし（出場回数23回）
- 全日本合唱コンクール
  - 第53回（2000年）中学校部門同声合唱の部 銅賞受賞 枝幸町立枝幸中学校合唱部
  - 第54回（2001年）中学校部門同声合唱の部 銀賞受賞 枝幸町立枝幸中学校合唱部
  - 第54回（2001年）一般部門Ｂグループ 銅賞受賞 枝幸ジュニア合唱団
  - 第55回（2002年) 中学校部門同声合唱の部 金賞受賞 枝幸町立枝幸中学校合唱部
  - 第55回（2002年) 一般部門Ｂグループ 金賞受賞 枝幸ジュニア合唱団
  - 第56回（2003年）一般部門Ｂグループ 金賞受賞 枝幸ジュニア合唱団
- NHK全国学校音楽コンクール
  - 第69回（2002年) 中学校の部 銀賞受賞 枝幸町立枝幸中学校

## マスコットキャラクター
2011年7月1日から8月15日にかけて枝幸町マスコットキャラクターの公募が実施され、応募人数146人、応募総数187作品のキャラクターが集まった。
応募作品中から枝幸ブランド協議会の選定委員25人が大阪府に住むデザイナー 塩﨑あゆみの「えさっしー」を最優秀賞とし、枝幸町のマスコットキャラクターとして決定した。
同年12月27日に「えさっしー」を枝幸町のマスコットキャラクターに決定したことが発表された。

## 気候データ
| 枝幸郡枝幸町本町（北見枝幸特別地域気象観測所、標高7m）の気候 | 枝幸郡枝幸町本町（北見枝幸特別地域気象観測所、標高7m）の気候 | 枝幸郡枝幸町本町（北見枝幸特別地域気象観測所、標高7m）の気候 | 枝幸郡枝幸町本町（北見枝幸特別地域気象観測所、標高7m）の気候 | 枝幸郡枝幸町本町（北見枝幸特別地域気象観測所、標高7m）の気候 | 枝幸郡枝幸町本町（北見枝幸特別地域気象観測所、標高7m）の気候 | 枝幸郡枝幸町本町（北見枝幸特別地域気象観測所、標高7m）の気候 | 枝幸郡枝幸町本町（北見枝幸特別地域気象観測所、標高7m）の気候 | 枝幸郡枝幸町本町（北見枝幸特別地域気象観測所、標高7m）の気候 | 枝幸郡枝幸町本町（北見枝幸特別地域気象観測所、標高7m）の気候 | 枝幸郡枝幸町本町（北見枝幸特別地域気象観測所、標高7m）の気候 | 枝幸郡枝幸町本町（北見枝幸特別地域気象観測所、標高7m）の気候 | 枝幸郡枝幸町本町（北見枝幸特別地域気象観測所、標高7m）の気候 | 枝幸郡枝幸町本町（北見枝幸特別地域気象観測所、標高7m）の気候 |
| 月                                                           | 1月                                                          | 2月                                                          | 3月                                                          | 4月                                                          | 5月                                                          | 6月                                                          | 7月                                                          | 8月                                                          | 9月                                                          | 10月                                                         | 11月                                                         | 12月                                                         | 年                                                           |
| ------------------------------------------------------------ | ------------------------------------------------------------ | ------------------------------------------------------------ | ------------------------------------------------------------ | ------------------------------------------------------------ | ------------------------------------------------------------ | ------------------------------------------------------------ | ------------------------------------------------------------ | ------------------------------------------------------------ | ------------------------------------------------------------ | ------------------------------------------------------------ | ------------------------------------------------------------ | ------------------------------------------------------------ | ------------------------------------------------------------ |
| 最高気温記録 °C （°F）                                       | 6.6 (43.9)                                                   | 10.5 (50.9)                                                  | 16.2 (61.2)                                                  | 26.1 (79)                                                    | 31.9 (89.4)                                                  | 32.6 (90.7)                                                  | 35.0 (95)                                                    | 34.6 (94.3)                                                  | 32.1 (89.8)                                                  | 27.7 (81.9)                                                  | 21.1 (70)                                                    | 12.9 (55.2)                                                  | 35.0 (95)                                                    |
| 平均最高気温 °C （°F）                                       | −2.8 (27)                                                    | −2.3 (27.9)                                                  | 1.8 (35.2)                                                   | 8.2 (46.8)                                                   | 13.4 (56.1)                                                  | 16.0 (60.8)                                                  | 19.8 (67.6)                                                  | 22.4 (72.3)                                                  | 20.5 (68.9)                                                  | 14.4 (57.9)                                                  | 6.1 (43)                                                     | −0.4 (31.3)                                                  | 9.8 (49.6)                                                   |
| 日平均気温 °C （°F）                                         | −5.5 (22.1)                                                  | −5.4 (22.3)                                                  | −1.5 (29.3)                                                  | 4.3 (39.7)                                                   | 9.1 (48.4)                                                   | 12.4 (54.3)                                                  | 16.6 (61.9)                                                  | 19.1 (66.4)                                                  | 16.5 (61.7)                                                  | 10.3 (50.5)                                                  | 3.0 (37.4)                                                   | −3.1 (26.4)                                                  | 6.3 (43.3)                                                   |
| 平均最低気温 °C （°F）                                       | −8.6 (16.5)                                                  | −9.2 (15.4)                                                  | −4.9 (23.2)                                                  | 0.8 (33.4)                                                   | 5.5 (41.9)                                                   | 9.5 (49.1)                                                   | 14.0 (57.2)                                                  | 16.3 (61.3)                                                  | 12.8 (55)                                                    | 6.3 (43.3)                                                   | −0.2 (31.6)                                                  | −6.1 (21)                                                    | 3.0 (37.4)                                                   |
| 最低気温記録 °C （°F）                                       | −22.3 (−8.1)                                                 | −26.4 (−15.5)                                                | −23.9 (−11)                                                  | −14.1 (6.6)                                                  | −3.0 (26.6)                                                  | 0.4 (32.7)                                                   | 4.2 (39.6)                                                   | 6.6 (43.9)                                                   | 2.6 (36.7)                                                   | −4.9 (23.2)                                                  | −11.5 (11.3)                                                 | −19.2 (−2.6)                                                 | −26.4 (−15.5)                                                |
| 降水量 mm （inch）                                           | 75.6 (2.976)                                                 | 56.5 (2.224)                                                 | 64.8 (2.551)                                                 | 56.4 (2.22)                                                  | 69.1 (2.72)                                                  | 82.4 (3.244)                                                 | 125.0 (4.921)                                                | 141.4 (5.567)                                                | 134.9 (5.311)                                                | 127.7 (5.028)                                                | 124.1 (4.886)                                                | 101.8 (4.008)                                                | 1,159.6 (45.654)                                             |
| 降雪量 cm （inch）                                           | 138 (54.3)                                                   | 110 (43.3)                                                   | 91 (35.8)                                                    | 22 (8.7)                                                     | 1 (0.4)                                                      | 0 (0)                                                        | 0 (0)                                                        | 0 (0)                                                        | 0 (0)                                                        | 1 (0.4)                                                      | 59 (23.2)                                                    | 139 (54.7)                                                   | 562 (221.3)                                                  |
| 平均降水日数 （≥0.5 mm）                                     | 23.0                                                         | 20.1                                                         | 18.5                                                         | 13.0                                                         | 11.6                                                         | 11.2                                                         | 11.2                                                         | 12.0                                                         | 14.0                                                         | 16.2                                                         | 21.5                                                         | 23.9                                                         | 196.1                                                        |
| 平均降雪日数                                                 | 30.4                                                         | 26.5                                                         | 25.2                                                         | 12.6                                                         | 1.9                                                          | 0.0                                                          | 0.0                                                          | 0.0                                                          | 0.0                                                          | 2.7                                                          | 17.6                                                         | 29.2                                                         | 146.0                                                        |
| % 湿度                                                       | 77                                                           | 76                                                           | 72                                                           | 70                                                           | 75                                                           | 83                                                           | 86                                                           | 83                                                           | 77                                                           | 72                                                           | 74                                                           | 76                                                           | 77                                                           |
| 平均月間日照時間                                             | 76.0                                                         | 101.2                                                        | 142.5                                                        | 172.2                                                        | 169.0                                                        | 140.0                                                        | 123.4                                                        | 128.8                                                        | 154.8                                                        | 142.2                                                        | 78.9                                                         | 71.2                                                         | 1,504.6                                                      |
| 出典：気象庁（平均値：1991年 - 2020年、極値：1942年 - 現在） |                                                              |                                                              |                                                              |                                                              |                                                              |                                                              |                                                              |                                                              |                                                              |                                                              |                                                              |                                                              |                                                              |

| 枝幸町歌登（歌登地域気象観測所）の気候                       | 枝幸町歌登（歌登地域気象観測所）の気候 | 枝幸町歌登（歌登地域気象観測所）の気候 | 枝幸町歌登（歌登地域気象観測所）の気候 | 枝幸町歌登（歌登地域気象観測所）の気候 | 枝幸町歌登（歌登地域気象観測所）の気候 | 枝幸町歌登（歌登地域気象観測所）の気候 | 枝幸町歌登（歌登地域気象観測所）の気候 | 枝幸町歌登（歌登地域気象観測所）の気候 | 枝幸町歌登（歌登地域気象観測所）の気候 | 枝幸町歌登（歌登地域気象観測所）の気候 | 枝幸町歌登（歌登地域気象観測所）の気候 | 枝幸町歌登（歌登地域気象観測所）の気候 | 枝幸町歌登（歌登地域気象観測所）の気候 |
| 月                                                           | 1月                                    | 2月                                    | 3月                                    | 4月                                    | 5月                                    | 6月                                    | 7月                                    | 8月                                    | 9月                                    | 10月                                   | 11月                                   | 12月                                   | 年                                     |
| ------------------------------------------------------------ | -------------------------------------- | -------------------------------------- | -------------------------------------- | -------------------------------------- | -------------------------------------- | -------------------------------------- | -------------------------------------- | -------------------------------------- | -------------------------------------- | -------------------------------------- | -------------------------------------- | -------------------------------------- | -------------------------------------- |
| 最高気温記録 °C （°F）                                       | 7.4 (45.3)                             | 9.0 (48.2)                             | 15.2 (59.4)                            | 25.9 (78.6)                            | 32.2 (90)                              | 32.2 (90)                              | 35.4 (95.7)                            | 35.2 (95.4)                            | 32.2 (90)                              | 27.5 (81.5)                            | 20.2 (68.4)                            | 12.2 (54)                              | 35.4 (95.7)                            |
| 平均最高気温 °C （°F）                                       | −3.2 (26.2)                            | −2.3 (27.9)                            | 2.1 (35.8)                             | 8.9 (48)                               | 15.6 (60.1)                            | 19.2 (66.6)                            | 22.7 (72.9)                            | 24.1 (75.4)                            | 21.2 (70.2)                            | 14.5 (58.1)                            | 5.7 (42.3)                             | −1.0 (30.2)                            | 10.6 (51.1)                            |
| 日平均気温 °C （°F）                                         | −8.2 (17.2)                            | −8.2 (17.2)                            | −2.9 (26.8)                            | 3.6 (38.5)                             | 9.5 (49.1)                             | 13.4 (56.1)                            | 17.4 (63.3)                            | 18.9 (66)                              | 15.1 (59.2)                            | 8.5 (47.3)                             | 1.7 (35.1)                             | −5.0 (23)                              | 5.3 (41.5)                             |
| 平均最低気温 °C （°F）                                       | −15.0 (5)                              | −16.1 (3)                              | −9.3 (15.3)                            | −1.9 (28.6)                            | 3.4 (38.1)                             | 8.2 (46.8)                             | 13.1 (55.6)                            | 14.5 (58.1)                            | 9.4 (48.9)                             | 2.7 (36.9)                             | −2.6 (27.3)                            | −10.3 (13.5)                           | −0.3 (31.5)                            |
| 最低気温記録 °C （°F）                                       | −37.0 (−34.6)                          | −37.9 (−36.2)                          | −34.1 (−29.4)                          | −16.4 (2.5)                            | −6.4 (20.5)                            | −2.3 (27.9)                            | 2.7 (36.9)                             | 3.6 (38.5)                             | −1.1 (30)                              | −7.7 (18.1)                            | −19.6 (−3.3)                           | −27.9 (−18.2)                          | −37.9 (−36.2)                          |
| 降水量 mm （inch）                                           | 98.3 (3.87)                            | 67.3 (2.65)                            | 71.0 (2.795)                           | 55.5 (2.185)                           | 69.9 (2.752)                           | 82.9 (3.264)                           | 119.4 (4.701)                          | 149.4 (5.882)                          | 157.2 (6.189)                          | 145.2 (5.717)                          | 157.1 (6.185)                          | 136.4 (5.37)                           | 1,308.3 (51.508)                       |
| 降雪量 cm （inch）                                           | 199 (78.3)                             | 157 (61.8)                             | 135 (53.1)                             | 52 (20.5)                              | 3 (1.2)                                | 0 (0)                                  | 0 (0)                                  | 0 (0)                                  | 0 (0)                                  | 1 (0.4)                                | 101 (39.8)                             | 222 (87.4)                             | 841 (331.1)                            |
| 平均降水日数 （≥1.0 mm）                                     | 19.4                                   | 15.3                                   | 14.6                                   | 10.8                                   | 10.9                                   | 9.5                                    | 9.8                                    | 11.4                                   | 13.6                                   | 15.8                                   | 19.8                                   | 22.1                                   | 172.8                                  |
| 平均降雪日数 （≥5 cm）                                       | 15.1                                   | 11.8                                   | 9.4                                    | 3.5                                    | 0.3                                    | 0.0                                    | 0.0                                    | 0.0                                    | 0.0                                    | 0.2                                    | 6.6                                    | 15.6                                   | 59.5                                   |
| 平均月間日照時間                                             | 54.1                                   | 81.5                                   | 122.9                                  | 158.6                                  | 178.5                                  | 158.5                                  | 136.3                                  | 136.0                                  | 159.2                                  | 132.3                                  | 61.8                                   | 41.7                                   | 1,422.8                                |
| 出典：気象庁（平均値：1991年 - 2020年、極値：1977年 - 現在） |                                        |                                        |                                        |                                        |                                        |                                        |                                        |                                        |                                        |                                        |                                        |                                        |                                        |